# Euobrimus cavernosus
Euobrimus cavernosus är en insektsart som först beskrevs av Carl Stål 1877.  Euobrimus cavernosus ingår i släktet Euobrimus och familjen Heteropterygidae. Inga underarter finns listade i Catalogue of Life.